# Деймън Хил
Деймън Хил (на английски: Damon Graham Devereux Hill) е британски пилот от Формула 1. Световен шампион от Формула 1 за 1996 година. Той е син на Греъм Хил и заедно с Нико Розберг са единствените синове на световни шампиони, печелили титлата. Баща му загива, когато той е на 15 години. Хил става тест пилот във Формула 1 през 1992 в отбора на Уилямс. На следващата година е повишен в пилот, заемайки мястото на Рикардо Патрезе. Първата си победа печели в Унгария. През 1990-те години Хил и Михаел Шумахер са основните съперници. Сблъсъкът им 1994 Голяма награда на Австралия прави Шумахер шампион за първи път само с точка разлика. Хил става шампион с Уилямс през 1996 и напуска отбора през следващата година. Прекратява кариерата си през 1999 година.

## Биография и личен живот
Роден на 17 септември 1960 в Хампстед (Лондон), Англия. Син на легендарния двукратен световен шампион във Формула 1 Греъм Хил - спечелил световния шампионат за 1962 и 1968, също много известен във Великобритания. След смъртта на баща си, Деймън работи като общ работник и доставчик с мотоциклет, за да подсигури бъдещото си образование. Женен за Сюзан Джордж, с която имат четири деца: Оливър (р. 4 март 1989), Джош (р. 9 януари 1991), Табита (р. 19 юли 1995) и Рози (р. 1 февруари 1998).

## Формула 1

### Брабам

#### 1992
Деймън започва своята състезателна кариера във Формула 1, на една пределна възраст за пилот — 32 години. Това е възраст, на която повечето пилоти вече приключват състезателната си кариера. През 1992 година дебютира в тима на Брабам и провежда 8 състезания, без особени успехи.

### Уилямс

#### 1993
Когато съотборникът на Найджъл Менсъл, Рикардо Патрезе напуска Уилямс, за да кара за Бенетон през 1993, Хил неочаквано заема неговото място, до трикратния световен шампион Алан Прост. Други кандидати за поста на Хил са били Мартин Брандъл и Мика Хакинен. По традиция, колата на спечелилия титлата е с номер 1, а на съотборника му – 2. Тъй като световният шампион от предишния сезон Найджъл Менсъл, не се състезава през 1993, на колите на Уилямс са дадени номера 2 и 0. Като втори пилот в отбора Хил взема 0 и става вторият човек в историята на Формула 1 след Джоди Шектър, носещ номер 0.

#### 1994
През 1994 г. е съотборник на легендарния Айртон Сена, но след трагичната му смърт в катастрофа, Хил става лидер на отбора. В края на 1994 той се бори със своя конкурент за титлата Михаел Шумахер, но двамата участват в инцидент в 36. обиколка и така Хил губи шансове за титлата.

#### 1995
През 1995 Хил е обявен като претендент за титлата, но сезонът му не е от най-добрите. Той завършва сезона само с 4 победи, но и участва в два инцидента с Михаел Шумахер в Гран При на Великобритания и на Италия. Все пак британецът е категоричен, че ще се бори за титлата следващия състезателен сезон.

#### 1996
През 1996 година става световен шампион със същия тим, но в края на годината напуска, поради неразбирателство със собственика – сър Франк Уилямс.

### Ероуз

#### 1997
От 1997 година се присъединява към друг британски тим – Ероуз-Ямаха. Заедно със собственика на тима Том Уокиншоу, Деймън се опитва да направи от посредствен тим победител. Въпреки трагичното начало на сезона и серията от 5 поредни състезания с отпадане поради технически причини, те за малко не успяват да постигнат целта си на пистата „Хунгароринг“ в Унгария, където една обиколка преди края на състезанието, болидът получава повреда в трансмисията и остава втори, въпреки че през цялото състезание Деймън е начело с огромна разлика пред втория.

### Джордан

#### 1999
През 1999 година Деймън Хил обявява край на състезателната си кариера. След 1999 той се занимава с музикална дейност заедно с приятели. От 2006 г. е управител на пистата Силвърстоун.
Занимава се с продажба на автомобили БМВ, като е един от най-големите дистрибутори на германския производител във Великобритания.

## Резултати от Формула 1
| Година | Отбор   | Шаси  | Двигаетл    | 1       | 2       | 3       | 4       | 5       | 6       | 7       | 8       | 9       | 10      | 11     | 12      | 13      | 14      | 15      | 16      | 17      | WDC  | Гочки |
| ------ | ------- | ----- | ----------- | ------- | ------- | ------- | ------- | ------- | ------- | ------- | ------- | ------- | ------- | ------ | ------- | ------- | ------- | ------- | ------- | ------- | ---- | ----- |
| 1992   | Брабам  | BT60B | Джъд        | RSA     | MEX     | BRA     | ESP DNQ | SMR DNQ | MON DNQ | CAN DNQ | FRA DNQ | GBR 16  | GER DNQ | HUN 11 | BEL     | ITA     | POR     | JPN     | AUS     |         | НК   | 0     |
| 1993   | Уилямс  | FW15C | Рено        | RSA Ret | BRA 2   | EUR 2   | SMR Ret | ESP Ret | MON 2   | CAN 3   | FRA 2   | GBR Ret | GER 15  | HUN 1  | BEL 1   | ITA 1   | POR 3   | JPN 4   | AUS 3   |         | 3-ти | 69    |
| 1994   | Уилямс  | FW16  | Рено        | BRA 2   | PAC Ret | SMR 6   | MON Ret | ESP 1   | CAN 2   | FRA 2   | GBR 1   | GER 8   | HUN 2   | BEL 1  | ITA 1   | POR 1   | EUR 2   | JPN 1   | AUS Ret |         | 2-ри | 91    |
| 1995   | Уилямс  | FW17  | Рено        | BRA Ret | ARG 1   | SMR 1   | ESP 4   | MON 2   | CAN Ret | FRA 2   | GBR Ret | GER Ret | HUN 1   | BEL 2  | ITA Ret | POR 3   | EUR Ret | PAC 3   | JPN Ret | AUS 1   | 2-ри | 69    |
| 1996   | Уилямс  | FW18  | Рено        | AUS 1   | BRA 1   | ARG 1   | EUR 4   | SMR 1   | MON Ret | ESP Ret | CAN 1   | FRA 1   | GBR Ret | GER 1  | HUN 2   | BEL 5   | ITA Ret | POR 2   | JPN 1   |         | 1-ви | 97    |
| 1997   | Ероуз   | A18   | Ямаха       | AUS DNS | BRA Ret | ARG Ret | SMR Ret | MON Ret | ESP Ret | CAN 9   | FRA 12  | GBR 6   | GER 8   | HUN 2  | BEL 13  | ITA Ret | AUT 7   | LUX 8   | JPN 11  | EUR Ret | 12-и | 7     |
| 1998   | Джордан | 198   | Муген-Хонда | AUS 8   | BRA DSQ | ARG 8   | SMR 10  | ESP Ret | MON 8   | CAN Ret | FRA Ret | GBR Ret | AUT 7   | GER 4  | HUN 4   | BEL 1   | ITA 6   | LUX 9   | JPN 4   |         | 6-и  | 20    |
| 1999   | Джордан | 199   | Муген-Хонда | AUS Ret | BRA Ret | SMR 4   | MON Ret | ESP 7   | CAN Ret | FRA Ret | GBR 5   | AUT 8   | GER Ret | HUN 6  | BEL 6   | ITA 10  | EUR Ret | MAL Ret | JPN Ret |         | 12-и | 7     |